# Gekokujo
Gekokujō (下克上, ook 下剋上) is een Japanse term die kan worden vertaald als "de overheersing van meerderen door minderen". 
Een toestand van Gekokujō heerste tijdens de chaotische periode van de Strijdende Staten (1467-1573), die begon met de Onin-oorlog. Zonder de steun van het shogunaat waren de provinciale daimyo kwetsbaar en werden zij belaagd door plaatselijke vazallen. Geestelijken en boeren vormden soms Ikko-Ikki's (bendes) om de macht van de samoerai te bestrijden, en enkelen slaagden erin om voor een tijd onafhankelijke rijken op te richten.
Een tweede voorbeeld uit de geschiedenis van Japan is het begin van de periode die de Japanners "kurai tanima" (het duistere dal, 1931-1941) noemen, toen er geen sprake meer was van samenwerking tussen regering, keizer en leger. Vanuit het leger werden verschillende staatsgrepen gepland, en traditionelen en liberalen stonden lijnrecht tegenover elkaar. In het leger zelf was er sprake van Gekokujō omdat een groot aantal officieren omstreeks 1930 niet meer uit samoerai-families kwam.